# 花宮莉歌
花宮莉歌（日语： HanamiyaRica）是一位日本的個人勢虛擬YouTuber、Vtype及直播主，於2010年開始活動。

## 形象
花宮莉歌的角色設計者為 KITHERA ，Live2D設計為 貓科純。角色設定是一位天才小惡魔女僕。
直播內容主要為網路聊天、歌唱、遊戲直播，及ASMR。對粉絲的稱呼為「りかめいと」。
花宮莉歌除了進行使用虛擬人物形象（Live2D模型）進行虛擬YouTuber活動之外，偶爾也會以真人從事YouTuber活動。

## 活動歷史
花宮莉歌的前身為直播主 「利香」(Rica)，於2010年開始在 Niconico 上活動的實況主，實況內容以遊戲、ASMR、各種聲優配音挑戰為主，後來改至 YouTube 繼續活動。
2024年1月17日，利香表示因為最近精神處於較不穩定的狀態，所以宣布暫時中斷活動。同年3月3日宣布回歸。
2024年8月19日，利香表示在 BOOTH 上收到了死亡威脅訊息，同時 Email 被盜用向德國大使館發送爆炸威脅，已收集相關證據向警方報告。
利香於2024年10月31日以VTuber身份出道，並改名為 「花宮莉歌」。

## 外部連結
- YouTube上的花宮莉歌頻道
- 花宮莉歌的X（前Twitter）
- 花宮莉歌的Niconico帳戶